# Estadio Bucheon

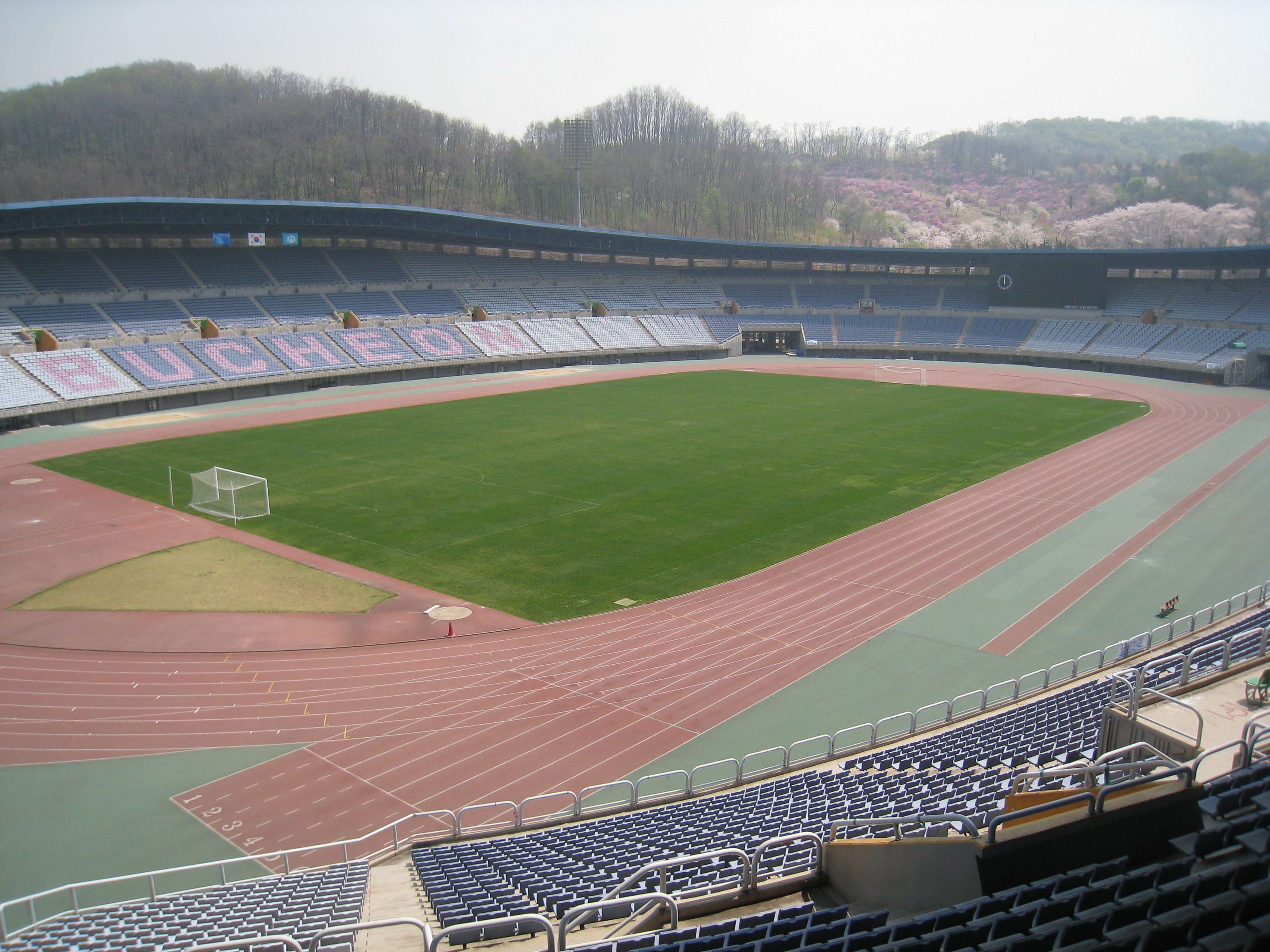
Estadio Bucheon
Hangul - 부천종합운동장 주경기장

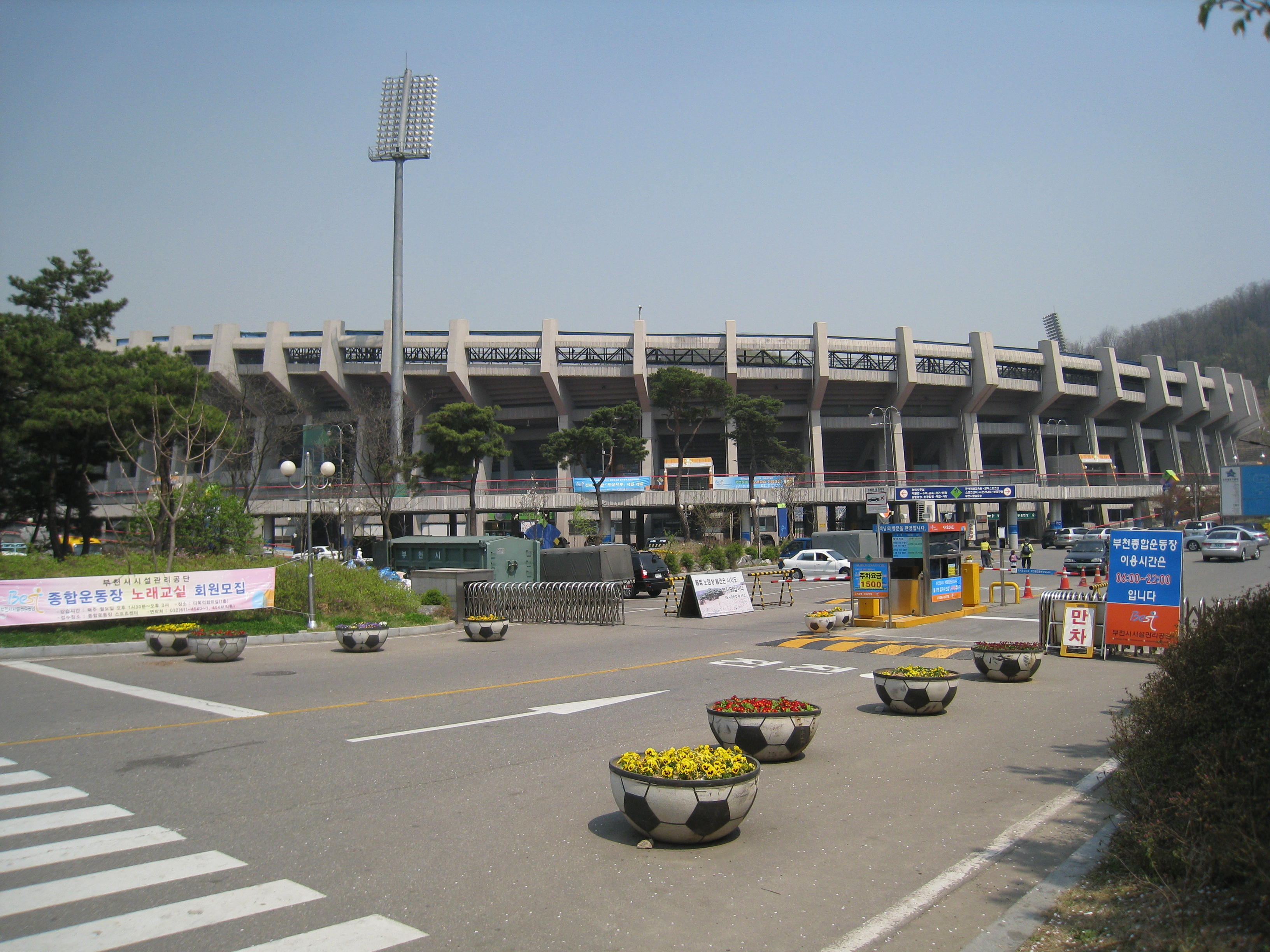
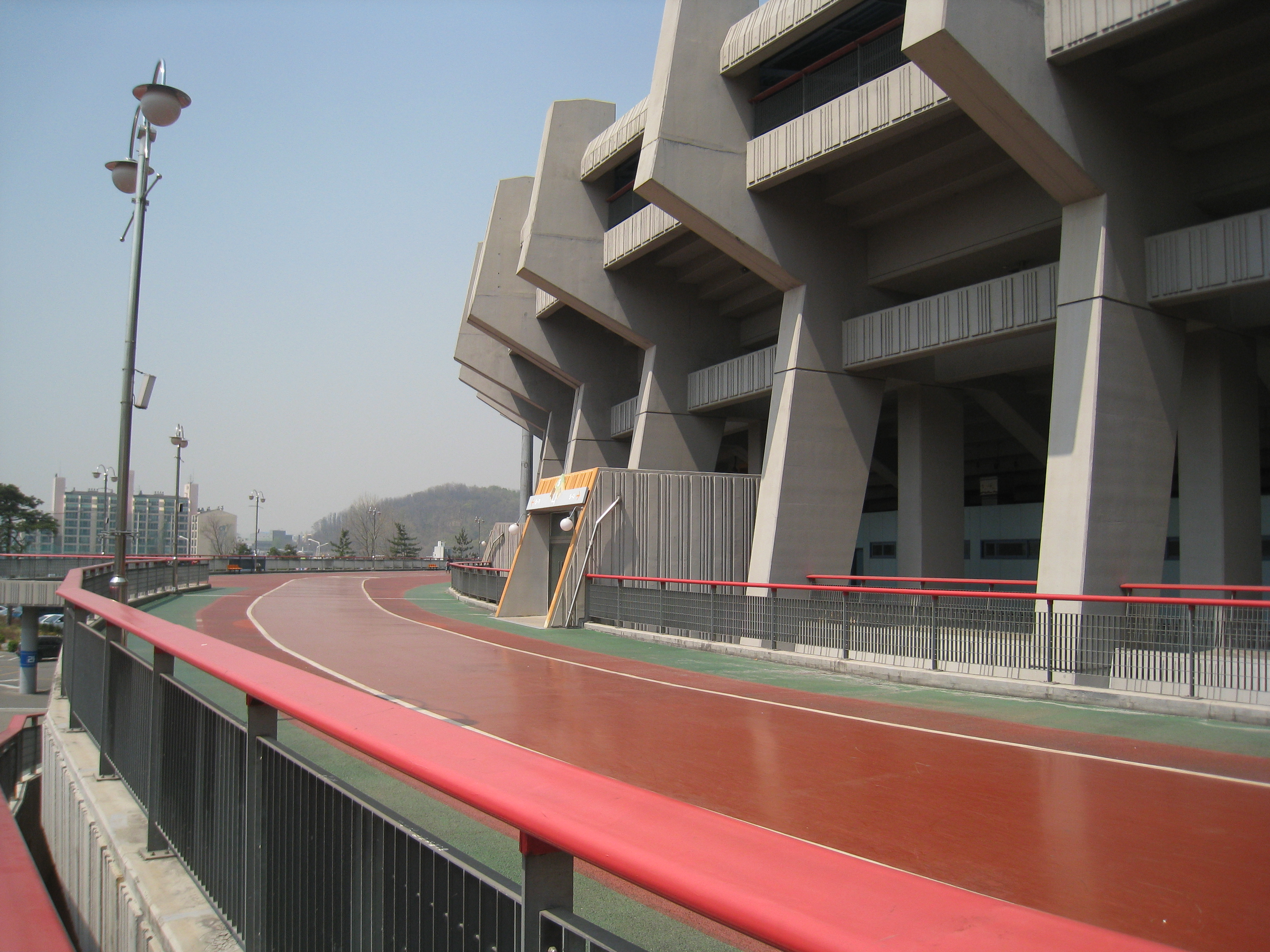
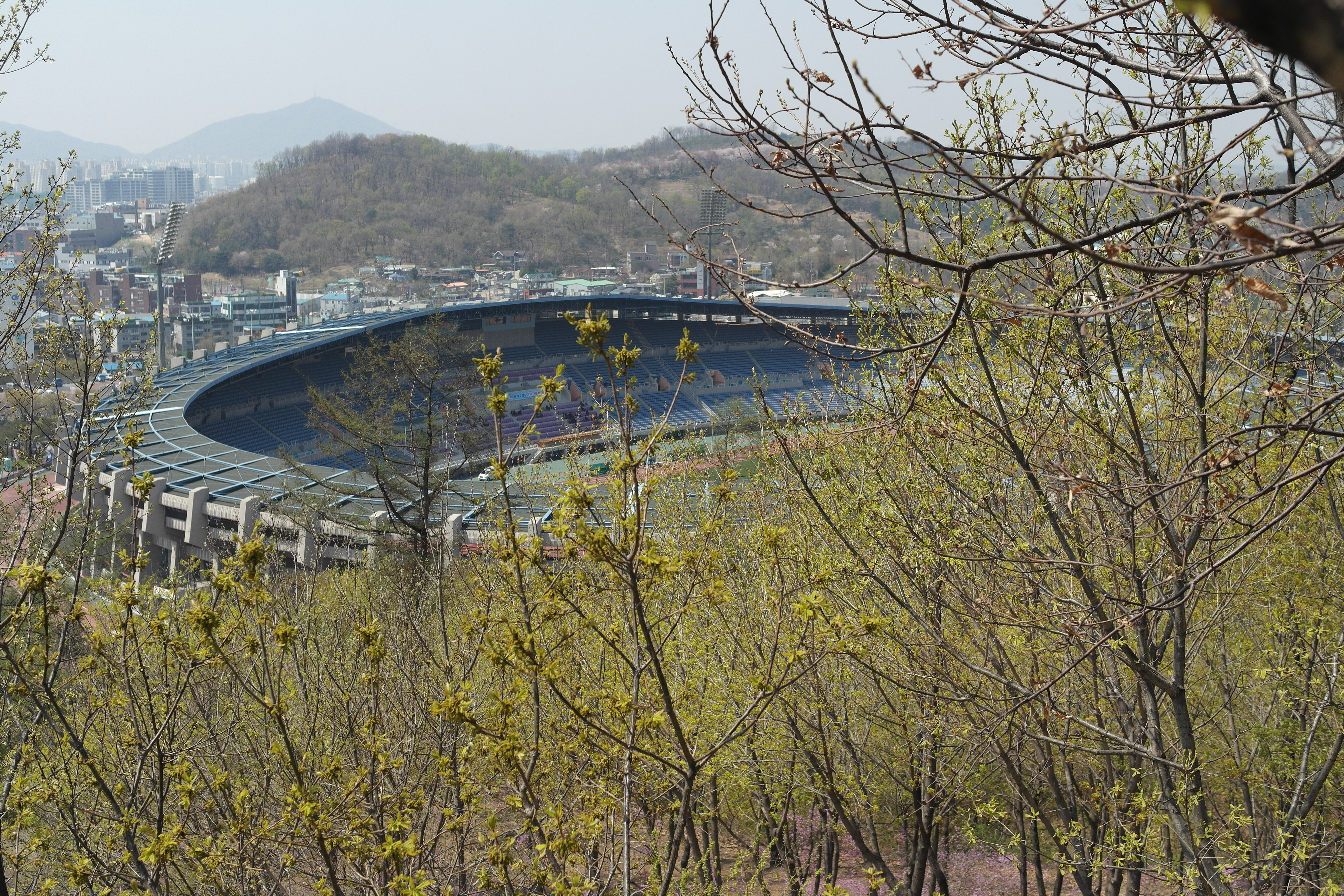

Estadio Bucheon es un grupo de instalaciones deportivas en Bucheon, Corea del Sur. El complejo consiste en el Estadio Bucheon, pista de patinaje, canchas de tenis, centro de fitness.
Es un estadio de usos múltiples y se utiliza actualmente sobre todo para los partidos de fútbol y ha sido el estadio de Bucheon FC 1995 desde el año 2008, El estadio tiene capacidad para alrededor de 35 000 personas (34 545 asientos) y fue inaugurado en 2001.